# Carlgrenia desiderata
Genre
Espèce
Carlgrenia desiderata, unique représentant du genre Carlgrenia, est une espèce d'anémones de mer de la famille des Halcuriidae.

## Systématique
Le nom valide complet (avec auteur) de ce taxon est Carlgrenia desiderata Stephenson, 1918.

## Publication originale
- (en) Stephenson, T. A. (1918). On certain Actiniaria collected off Ireland by the Irish Fisheries Department, during the years of 1899-1913. Proceedings of the Royal Irish Academy, 34B(7): 106-164